# Dendrophylax fawcettii
Dendrophylax fawcettii är en orkidéart som beskrevs av Robert Allen Rolfe. Dendrophylax fawcettii ingår i släktet Dendrophylax och familjen orkidéer. Inga underarter finns listade i Catalogue of Life.